# ABIT BP6

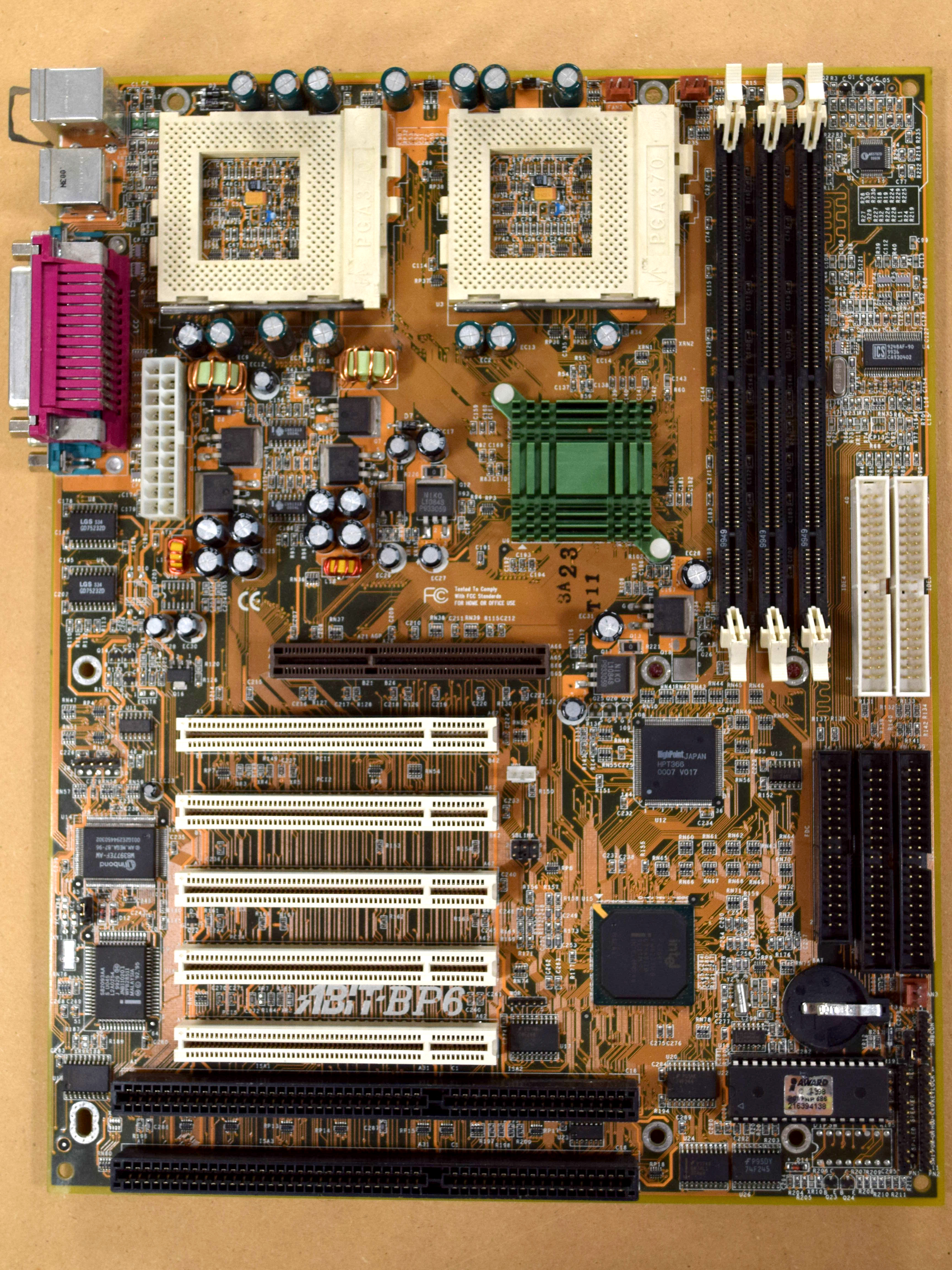
ABIT BP6 con zócalos de procesador vacíos

La ABIT BP6 (lanzada en 1999 por ABIT Computer Corporation) es la primera placa madre que permite utilizar microprocesadores Intel Celeron en configuración de multiprocesamiento simétrico (SMP). Debido a esto y a sus capacidades para el overclocking, se convierte en muy popular entre los usuarios avanzados de ordenador. La BP6 está acreditada como la placa que abrió al mercado de consumo el multiprocesamiento simétrico, una característica anteriormente disponible solo en estaciones de trabajo y servidores de red.
La BP6 se basa en el chipset Intel 440BX , con un Northbridge 82443BX y un Southbridge 82371AB. Dispone de dos Socket 370 para procesadores Intel Celeron PPGA de 300 a 533 MHz pudiendo usarse en modo de un solo procesador o SMP. La placa soporta en modo normal los posteriores Intel Pentium III e Intel Celeron Coppermine mediante adaptadores, pero solo en modo monoprocesador. Esto se debe a que Intel nunca diseñó los Celeron para operar en SMP, y en modelos posteriores suprimió su interfaz SMP, a fin de redirigir a los potenciales clientes a las líneas de gama alta del Pentium III y el Intel Xeon.
Otra característica adicional sobre las placas de entonces es la presencia de dos interfaces Integrated Drive Electronics, uno Ultra DMA/66 y otro Ultra DMA/33, lo que proporciona hasta 8 dispositivos IDE simultáneos.
Aporta además la extensión de la BIOS ABIT SoftMenu que permite un ajuste sin jumpers de parámetros de sistema como la velocidad del bus del sistema, los multiplicadores y voltajes de las CPU y la AGP desde el BIOS.

## Detalles Técnicos
- Factor de forma ATX de 305 × 240 mm[4]
- Chipset Intel 440BX, Northbridge 82443BX, Southbridge 82371AB
- Zócalo de CPU dos Socket 370, con soporte para los procesadores Intel Celeron de 300 a 533 MHz con encapsulado PPGA de 66 MHz
- RAM hasta 768 MiB en tres DIMMs SDRAM PC100 de 168 pines soportando capacidades de 8, 16, 32, 64, 128 y 256 MiB y ECC
- Panel trasero
  - Puerto de teclado PS/2
  - Puerto de ratón PS/2
  - Conectores USB: dos USB 1.1 en la trasera
  - Puerto serie RS-232 dos conectores DE-9
  - Puerto paralelo IEEE 1284 un conector DB-25
- Cuatro conectores Integrated Drive Electronics, dos Ultra DMA/66 (blancos; controlador por el chip Highpoint HPT366) y dos Ultra DMA/33 (negros; controlados por el chipset)
- Un conector para unidades de disquete con soporte de disqueteras de hasta 2,88 MB
- Bus ISA dos ranuras, una compartida con PCI
- Bus PCI 5 ranuras, una compartida con ISA
- AGP una ranura AGP2X
- BIOS Award 2A69KA1S Plug and Play con soporte de APM, DMI y ACPI con extensiones SoftMenu II que permiten configuración sin jumpers.
- Batería interna de la BIOS : CR2032
- 1 pin header 3x1 Wake on LAN
- 1 pin header 5x1 IrDA TX/RX (señales en placa para un segundo)
- 1 pin header 3x2 SB-LINK con 5 pines
- 1 pin header 5x1 SMBus
- 1 pin header 5x1 Wake On Ring
- Chip Winbond W83782D para control de termómetros (uno debajo de cada socket), voltajes y monitoreo de la placa.[5]
- Conector Molex de 20 pines de la Fuente de alimentación ATX.
- Tres conectores de ventilador de 3 pines
- Un Jumper CMOS
- 2 pin header 11x1,  PN1 (Suspend LED, altavoz y RESET) y PN2 (Hardware suspend, led de Power ON, LED de actividad del disco duro, Power LED y Keylock Switch)